# Deseő család
Nagyemőkei Deseő család egy nyitra vármegyei nemesi család.

## Történetük
A család a Hontpázmány nemzetségből ered. Rokon családok voltak még a nagyemőkei Szobonya család és a zsitvafödémesi nemesek. Első ismert közös ősüknek tartott személy Sebeslav lehetett. Sebeslav fia Péter comes bővítette a család birtokait a 13. század végén. Az ő két fia lett a Szobonya és a Deseő család őse. Elsőként Miklóstól ismert az ős nevének használata a 15. század végétől.
Hasonló nevű családokat a 15. század első felétől lehet nyomon követni.
A Nyitra megyei család leszármazását már Nagy Iván is közölte, Deseő Miklóstól és Marsovszky Zsófiától (1488). Deseő Miklós 1489-ben Szőllős (Nyitraszőlős ?) oficiálisa. Deseő Gergely és gyerekei 1632-ben címeres nemeslevelet szereztek. Ezt 1634-ben Torna vármegyében is kihirdették, majd ezen ág Szabolcsba is átszármazott. 1700-ban Deseő László ellentmondott Orbán Pál ítélőmester korábbi szerzeményeinek Nagyemőkén, Nagylapáson, Lapásgyarmaton és Előküklői praediumban, majd megerősítő adományt szerzett Nagyemőkére, Nagylapásra és Lapásgyarmatra. Állítólag a Historia Domus szerint Pogrányból költözött át, és Sigbert Heisternek és a labancoknak tett szolgálataiért tett szert vagyonára, de ez fenntartásokkal kezelendő. Később Pozsony vármegyébe is átszármaztak.
Birtokosok voltak több Nyitra vármegyei településen, Kis- és Nagyemőkén kívül például Besenyőn, Lapáson, illetve Bars vármegyében Verebélyen, Zsitvagyarmaton és másutt.
Címerükben balra (lenyomat alapján) forduló átlőtt nyakú hattyú, esetleg liba található. Deseő Tádé címerében csillag és félhold között.

## Neves családtagok

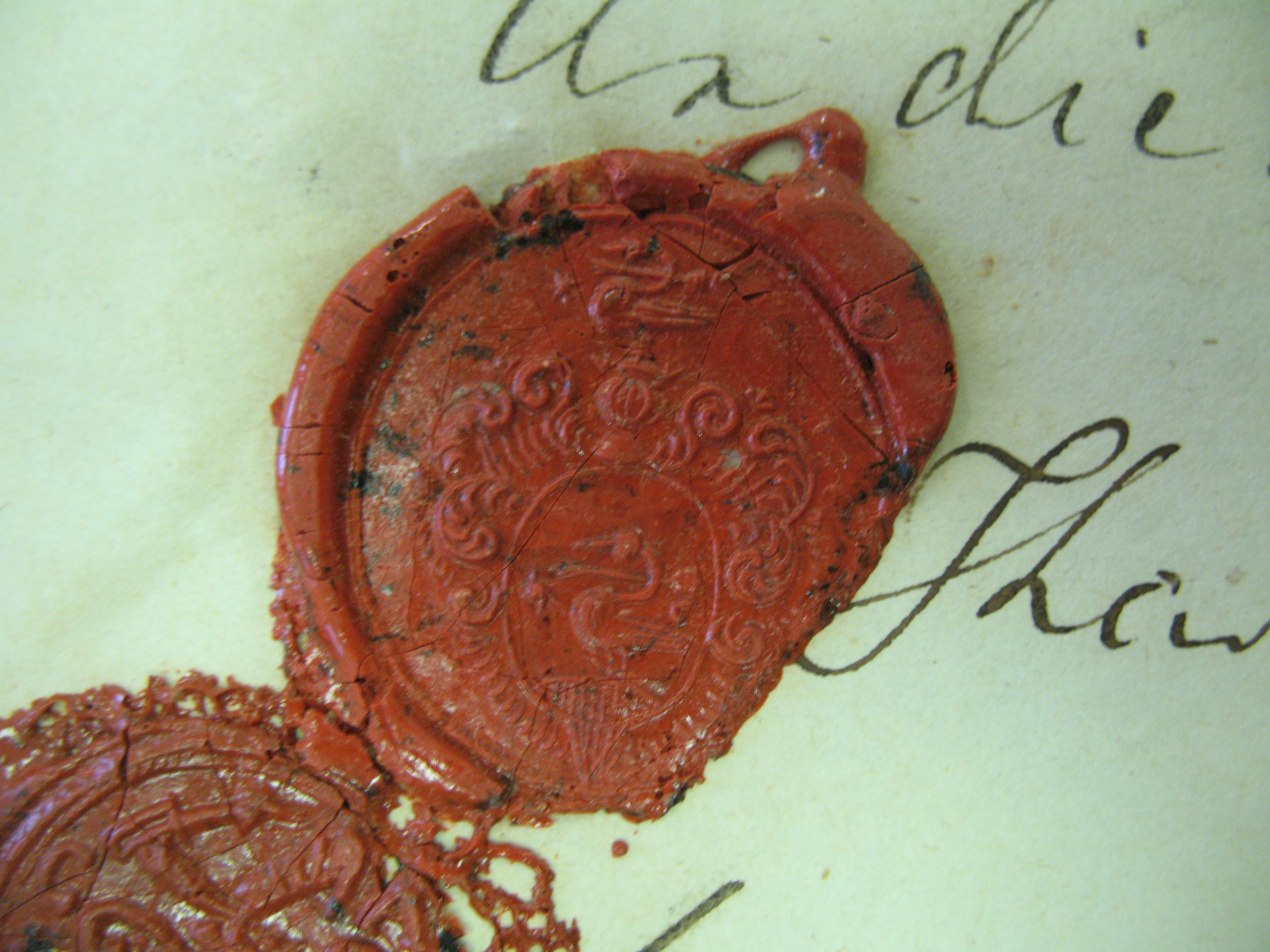
Deseő Tádé szolgabíró pecsétje 1842-ből
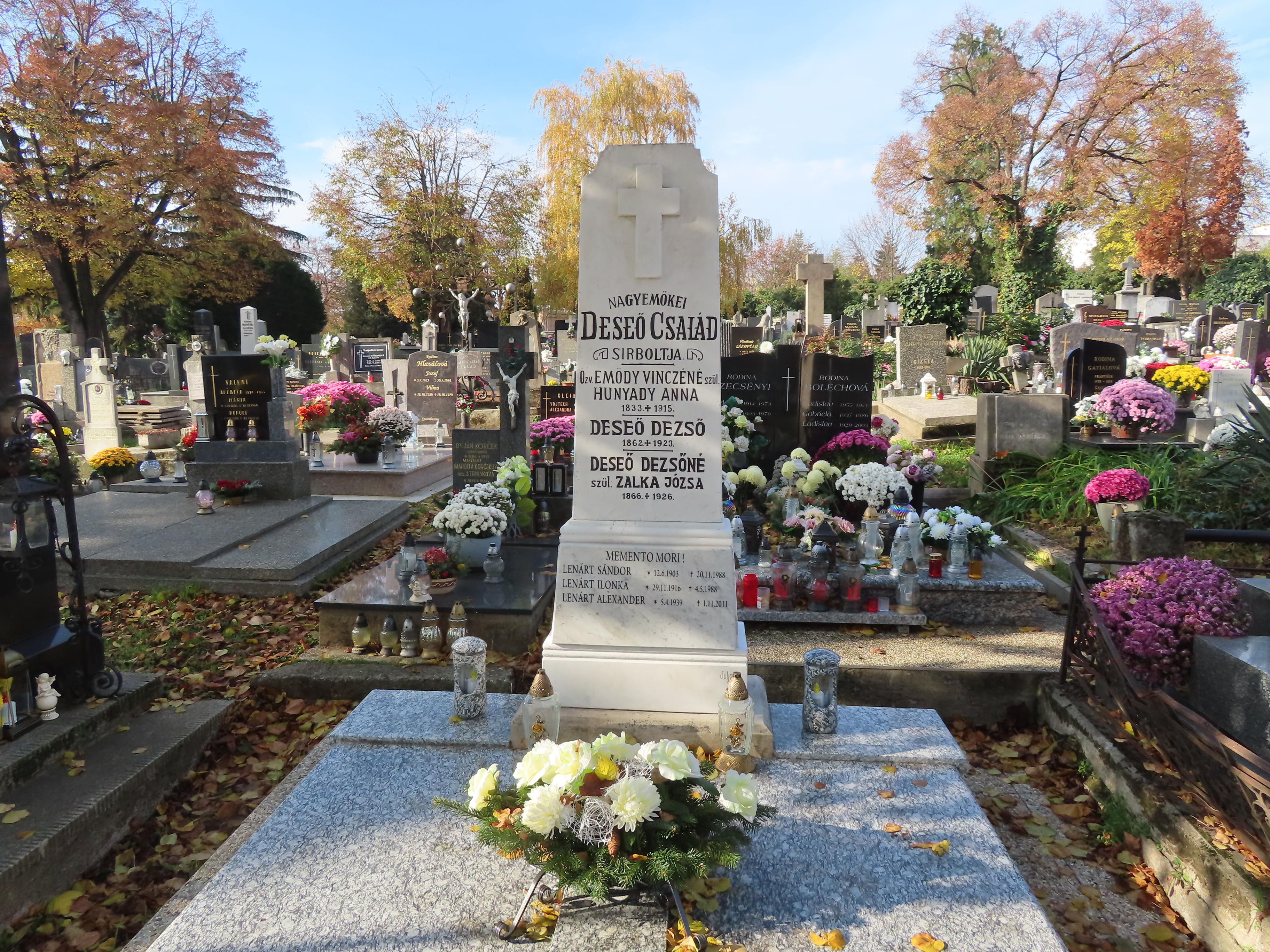
A Deseő család sírja Nyitrán

- Deső Bernát (1731-1773) teológiai doktor, bencés szerzetes.
- Deseő Bálint Nyitra vármegyei szolgabíró.[15]
- szentviszlói Deseő Gyula (1851-1906) méneskari alezredes, több érdemjel tulajdonosa.[16]
- Deseő Tádé Gergely Baltazár (1810[17]-1882[18]) szolgabíró, 1848-ban főszolgabíró,[19] majd 1862-1867 között Nyitra vármegyei alispán
- Deseő Dezső (Nagybáb, 1893. január 30. - Budapest, 1967. május 12.) orvos, egyetemi oktató.

## Külső hivatkozások
- Szentviszlói Deseő címer és armális